# Jarosław Urbański (zoolog)
Jarosław Urbański (ur. 3 września 1909 w Poznaniu, zm. 13 sierpnia 1981 tamże) – polski zoolog, fotografik i kolekcjoner.

## Życiorys
Od 1928 do 1933 studiował na Wydziale Rolno-Leśnym Uniwersytetu Poznańskiego. Pracował na stanowisku asystenta w Zakładzie Zoologii i Entomologii tej uczelni. W 1934 wykładał w gimnazjum ogrodniczym koło Lublina. Po II wojnie światowej prowadził wykłady z zakresu ochrony przyrody na Uniwersytecie Marii Curie-Skłodowskiej. W 1946 wrócił do Poznania i został adiunktem w Zakładzie Ochrony Przyrody i Uprawy Krajobrazu Uniwersytetu Poznańskiego. Od 1949 do 1979 był kierownikiem Zakładu Zoologii Ogólnej.
Należał do wybitnych znawców mięczaków Europy. Zajmował się też zoogeografią, ochrona przyrody, botaniką i fotografiką. Poświęcił liczne publikacje Wielkopolskiemu Parkowi Narodowemu (zwłaszcza popularnonaukową monografię z 1955). Prowadził działania mające na celu ochronę terenów tego Parku, jak również ochronę przyrody na wyspie Wolin. Był pierwszym przewodniczącym rady naukowej Wielkopolskiego Parku Narodowego. Od 1948 był członkiem Państwowej Rady Ochrony Przyrody. W latach 1948–1972 przewodniczył Wojewódzkiemu Komitetowi Ochrony Przyrody w Poznaniu. Był redaktorem w czasopiśmie Przyroda Polski Zachodniej oraz przewodniczącym rady naukowej Wielkopolskiego Ogrodu Zoologicznego (zasiadał w społecznym komitecie budowy tego ogrodu).
Pochowany w Alei Zasłużonych na Cmentarzu Junikowskim w Poznaniu (AZ-P-041).

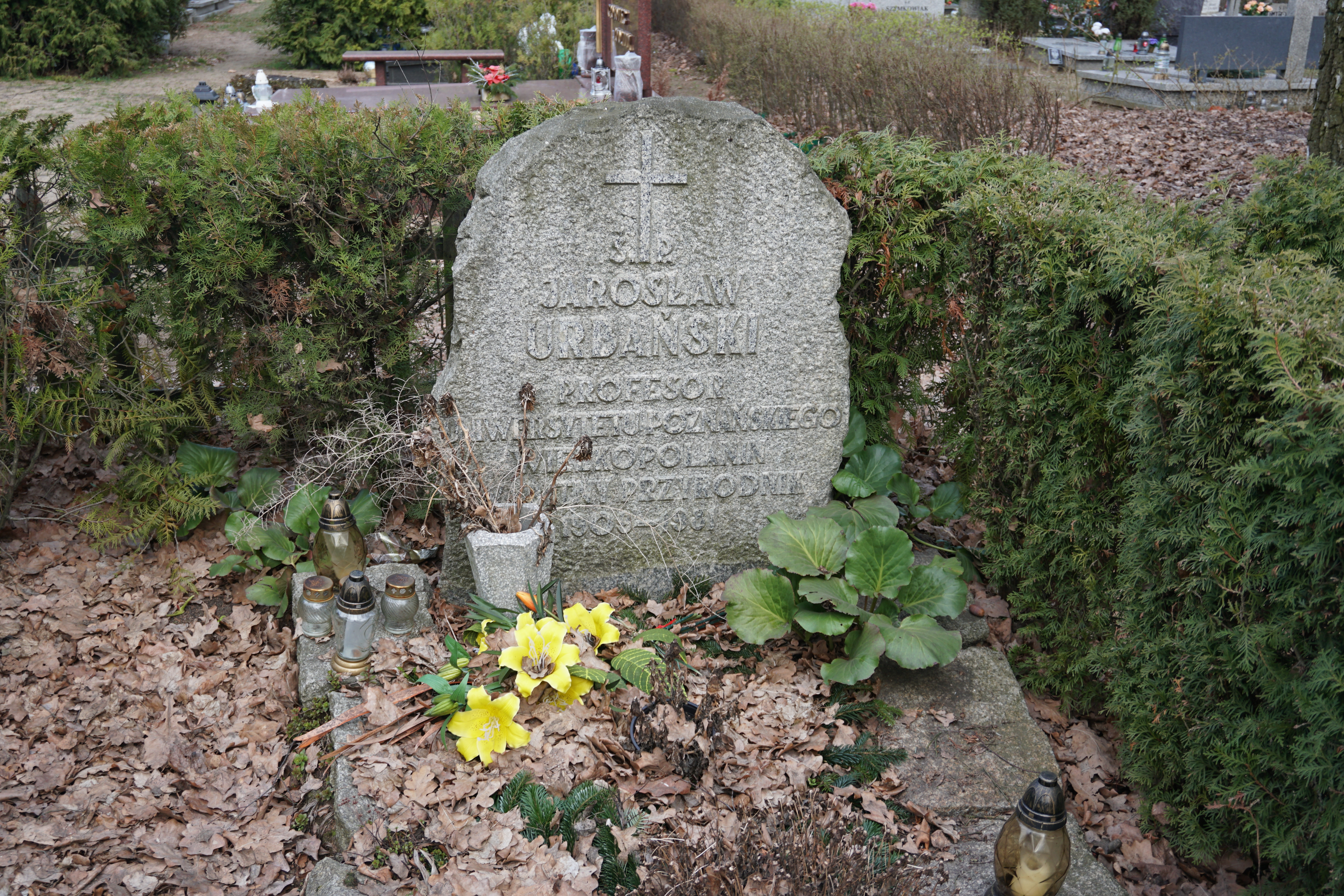
Grób prof. Jarosława Urbańskiego na Cmentarzu Junikowskim